# Viento norte
Viento norte  és una pel·lícula argentina en blanc i negre dirigida per Mario Soffici sobre el seu propi guió escrit en col·laboració amb Alberto Vacarezza segons el capítol La historia de Miguelito d' Una excursión a los indios ranqueles de Lucio V. Mansilla que es va estrenar el 13 d'octubre de 1937 i que va tenir com a protagonistes a Camila Quiroga, Enrique Muiño, Elías Alippi, Ángel Magaña, Orestes Caviglia i Rosita Contreras.
En una enquesta de les 100 millors pel·lícules del cinema argentí duta a terme pel Museo del Cine Pablo Ducrós Hicken l'any 2000, la pel·lícula va aconseguir el lloc 39.

## Sinopsi
En una toldería es produeix un homicidi i un jove n'és condemnat a mort, però el seu pare, el veritable autor, assumeix la seva responsabilitat davant el comandant.

## Repartiment
- Camila Quiroga
- Enrique Muiño
- Elías Alippi
- Ángel Magaña
- Orestes Caviglia
- Rosita Contreras
- Malisa Zini
- Juan Bono
- Marino Seré
- Ada Cornaro
- José Ruzzo
- Delia Garcés
- Francisco Amor

## Comentaris
El crític Ulyses Petit de Murat va opinar: En certa manera pot qualificar-se de revelació aquesta producció de Soffici. L'altra revelació és Ángel Magaña, un jove actor de possibilitats enormes i Manrupe i Portela van escriure sobre el film::
| « | "Un dels grans clàssics gauxescos, avui una cosa revellida. Sense pintoresquismes, Soffici relata la història amb senzillesa, sinceritat i ingenuïtat. Algunes escenes -Magaña corrent espantat pel camp o el final quan Muiño es fa càrrec de la situació- encara emocionen. I la factura tècnica del film és molt bona. És la primera pel·lícula sonora de Camila Quiroga" | » |